# Центр государственного языка и энциклопедии
Центр государственного языка и энциклопедии (кирг. Мамлекеттик тил жана энциклопедия борбору), ранее — Главная редакция Киргизской (советской) энциклопедии (кирг. Кыргыз (Совет) энциклопедиясынын башкы редакциясы), сейчас — Центр кыргызской энциклопедии и терминологии (кирг. Кыргыз энциклопедия жана терминология борбору), — издательство в Бишкеке, основанное в 1968 году и занимающееся выпуском энциклопедий на киргизском языке.

## История
Основано в 1968 году на основании решения директивных органов под названием Главная редакция Киргизской советской энциклопедии. Редакция действовала при Академии наук Киргизской ССР и занималась выпуском Киргизской советской энциклопедии (КСЭ).
В 1974 году редакция была передана в состав издательства «Кыргызстан» Государственного комитета Совета министров Киргизской ССР по делам издательств, полиграфии и книжной торговли, став его самостоятельным структурным подразделением. Академия наук продолжила осуществлять научное руководство изданием КСЭ.
После обретения Кыргызстаном независимости стала называться Главной редакцией Кыргызской энциклопедии. В 1999 году была преобразована в Центр государственного языка и энциклопедии при Национальной комиссии по государственному языку, в 2010 год — в Главную редакцию «Кыргыз энциклопедиясы» при той же комиссии.
В 2012 году редакция была выселена из здания на проспекте Эркиндик, дом 56, в котором располагалась больше 30 лет. В этом здании разместился фонд «Инициативы Розы Отунбаевой», а редакция переехала в бывшее здание Министерства чрезвычайных ситуаций Кыргызстана.
В 2019 году редакция была передана от Национальной комиссии по государственному языку в ведение Национальной академии наук Кыргызской Республики.
В 2021 году редакция была объединена с Терминологической комиссией при правительстве Кыргызстана в Центр кыргызской энциклопедии и терминологии при Национальной комиссии по государственному языку и языковой политике.

## Выпущенные издания
Общие энциклопедии:
- Киргизская советская энциклопедия (1976—1983)
- Национальная энциклопедия «Кыргызстан» (в 7 томах + 1 дополнительный, 2006—2015)
- Энциклопедия «Кыргызстан» (на русском; 2001)

Тематические энциклопедии:
- Медицинская энциклопедия «Ден соолук» (1991)
- Энциклопедия «Манас»[кирг.] (в 2 томах: 1, 2; 1995)
- Энциклопедия «Киргизская история» (2003)
- Энциклопедия «Кыргызская педагогика» (2004)
- Энциклопедия «Киргизская литература» (2004)
- Энциклопедия «Философия» (2004)
- Энциклопедия «Политология» (2004)
- Энциклопедия «География Кыргызстана» (2004)
- Книга Гиннеса Кыргызстана[кирг.] (2008)
- Энциклопедия «Во имя процветания Кыргызстана»[кирг.] (на киргизском, узбекском и русском; 2017)

Региональные энциклопедии:
- Энциклопедия «Чуйская область» (1994)
- Энциклопедия «Иссык-Кульская область» (1995)
- Энциклопедия «Таласская область» (1995)
- Энциклопедия «Джалал-Абадская область» (2003)

Словари:
- Орфографический словарь кыргызского языка (2009)
- Краткий кыргызско-русский словарь
- Самоучитель кыргызского языка
- Терминологический словарь «Адабият»
- Русско-кыргызский гнездовой словарь
- Русско-кыргызский словарь (в 3 томах)
- Этнокультуроведческий словарь
- Кыргызско-русский-английский словарь

## Главные редактора
- 1968—1969: Джумагул Алышбаев
- ?—?: Асанбек Табалдиев[кирг.]
- 1976—1987: Бюбийна Орузбаева[кирг.]
- 1992—1998: Аманбек Карыпкулов[кирг.]
- 1998—?: Асанбек Стамов[7]
- 2002—2009: Усен Асанов